# Ley de Préstamo y Arriendo

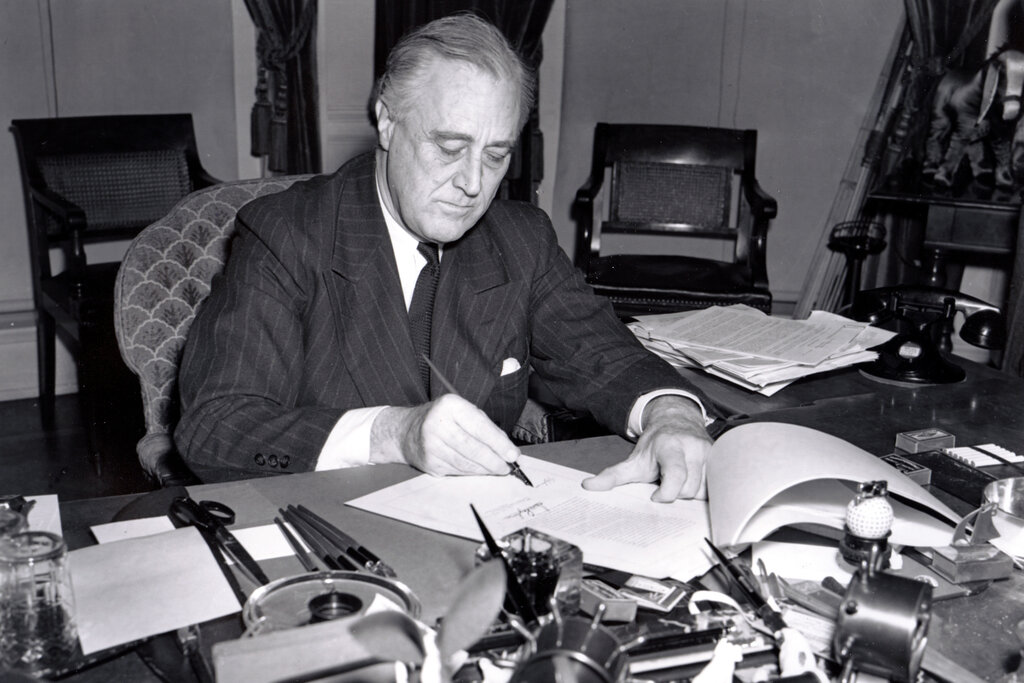
El presidente Franklin D. Roosevelt firma la ley de Préstamo y Arriendo el 11 de marzo de 1941

La ley de Préstamo y Arriendo (en inglés: Lend-Lease), titulada formalmente como Ley para Promover la Defensa de los Estados Unidos (en inglés: An Act to Promote the Defense of the United States) fue un programa en virtud del cual los Estados Unidos comenzaron a suministrar alimentos, petróleo y material militar a Reino Unido, al gobierno en el exilio de la Francia Libre, a la República de China y más tarde a la Unión Soviética y otras naciones aliadas entre 1941 y agosto de 1945. Los suministros incluían buques de guerra, aviones de combate y otras armas. Se convirtió en ley el 11 de marzo de 1941 y se derogó en septiembre de 1945. En general, la ayuda fue gratuita, aunque algunos equipos (como barcos) fueron devueltos tras el fin de la guerra. A cambio de la ayuda, Estados Unidos recibió el arrendamiento de bases militares y bases navales en territorio de sus países aliados durante la guerra; Canadá tuvo un programa similar, mucho más pequeño y con un nombre diferente.
En total, Estados Unidos envió suministros a sus aliados por valor de 50 100 millones de dólares de la época (equivalentes a 667 000 millones de dólares de comienzos del siglo XXI) que representaron el 17 % de los gastos totales de Estados Unidos en la Segunda Guerra Mundial. El principal beneficiario fue Reino Unido con 31 400 millones de dólares, la Unión Soviética recibió 11 300 millones, Francia 3200 millones, la República de China 1600 millones y todos los demás países aliados los 2600 millones restantes. Los costes por revertir el alquiler de las bases aéreas concedidas a Estados Unidos ascendieron a 7800 millones dólares, 6800 millones de los cuales correspondían a los británicos y su Commonwealth. Aunque los términos del acuerdo estipulaban que los equipos enviados por Estados Unidos después de su uso debían ser devueltos o destruidos, muy pocos se devolvieron e incluso tras el final de la guerra se vendió más material a Reino Unido por valor de 1075 millones de libras, aunque con grandes descuentos sobre el valor real y financiado con préstamos a largo plazo concedidos por los propios Estados Unidos y Canadá. El programa de ayuda mutua canadiense suministró préstamos a Reino Unido por valor de 1000 millones de dólares y 3400 millones en suministros y servicios al Reino Unido y otros aliados.
Este programa puso fin a la neutralidad de Estados Unidos y fue un paso decisivo para dejar atrás su tradicional política de aislacionismo y no intervención, que había dominado las relaciones exteriores del país antes de la Primera Guerra Mundial y de nuevo desde 1931; tras la guerra, Estados Unidos adoptaría un papel completamente distinto con la constante supervisión e intervención en los asuntos mundiales.

## Antecedentes
Cuando estalló la Segunda Guerra Mundial el presidente Roosevelt no pudo apoyar a Francia y a Gran Bretaña como hubiera sido su deseo -ya que estaba convencido de que su derrota afectaría negativamente a los intereses estadounidenses y pondría en riesgo su modo de vida- porque las leyes de neutralidad, aprobadas por el Congreso unos años antes a propuesta de los aislacionistas, impedían que se prestara ayuda, ni siquiera material, a los países en guerra. La rápida victoria de Alemania sobre Polonia en septiembre de 1939 le permitió a Roosevelt abrir una primera brecha en las leyes de neutralidad cuando consiguió que el Congreso aprobara la ley conocida como Cash and Carry, que permitía vender armas y otros bienes a los países envueltos en una guerra si éstos pagaban en efectivo (cash) y se encargaban ellos mismos de transportar lo comprado por sus propios medios asumiendo así todos los riesgos (carry). Esto hizo posible que Francia y Gran Bretaña pudieran comprar en Estados Unidos las armas que necesitaban.

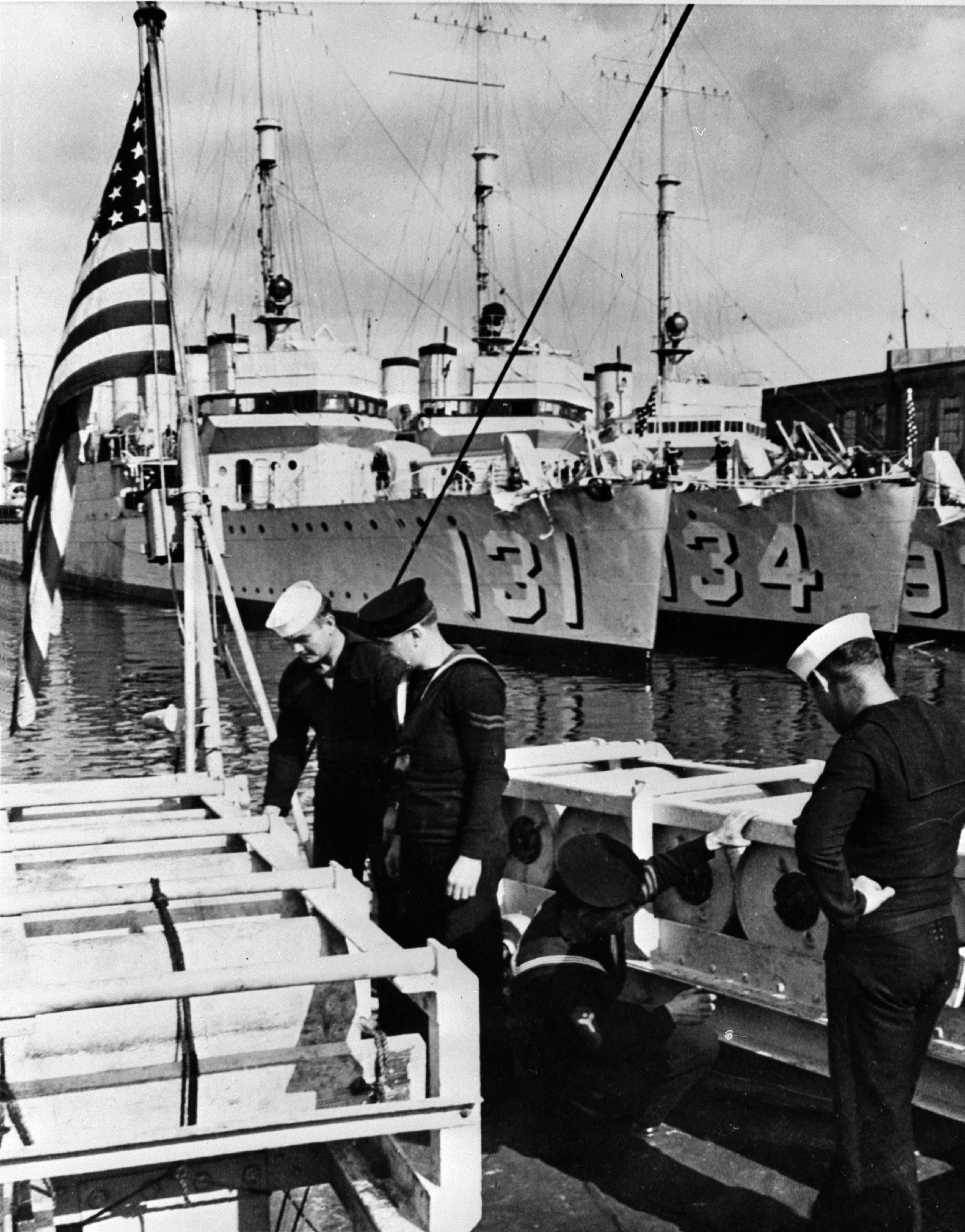
Marineros estadounidenses y británicos examinando cargas de profundidad. Al fondo se ven tres destructores de la clase Wickes antes de ser transferidos a la Marina Real británica en aplicación del acuerdo de destructores por bases de septiembre de 1940.

Tras la rendición de Francia en junio de 1940, Roosevelt dio un segundo paso mucho más importante en la implicación de Estados Unidos en la Segunda Guerra Mundial. Se trató del acuerdo de destructores por bases que fue firmado el 2 de septiembre con Gran Bretaña según el cual la Armada de Estados Unidos transfería a la Marina Real británica y a la Marina Real Canadiense cincuenta destructores «sobrantes» a cambio de la instalación de bases estadounidenses en Terranova, Nueva Escocia, las islas Bermudas y en distintos puntos del Caribe, todos ellos territorios bajo dominio británico. El acuerdo había sido la respuesta a una petición del primer ministro británico Winston Churchill que necesitaba los destructores para defender las costas de Gran Bretaña ante la amenaza de invasión alemana y para escoltar los convoyes que abastecían a las islas británicas y que eran atacados por los submarinos alemanes cuando atravesaban el Atlántico.
Tras la firma del acuerdo, Estados Unidos ya no podía ser considerado estrictamente como un país neutral, como lo prueba la reacción de Alemania que lo calificó como «un acto abiertamente hostil contra Alemania» —como respuesta se llegó a contemplar la ocupación de las islas Azores o de las islas Canarias—. De hecho el acuerdo aceleró las negociaciones entre Alemania y Japón que culminaron con la firma del Pacto Tripartito ese mismo mes de septiembre de 1940 y además, según Ian Kershaw, constituyó una de las razones principales de la decisión de Hitler de invadir la Unión Soviética y de destruirla antes de que Estados Unidos se rearmara, un proceso que él calculaba que se completaría en 1945.
En noviembre de 1940 Roosevelt fue reelegido para un tercer mandato y ese mismo mes el almirante Harold R. Stark, jefe de operaciones navales, presentó el «Plan Dog» sobre la estrategia que debería seguir Estados Unidos en caso de entrar en guerra. En él se decía que la prioridad para Estados Unidos debía ser derrotar a Alemania incluso si estallaba la guerra con Japón en el Pacífico, ya que consideraba que Gran Bretaña no podría vencer a Alemania sin la presencia en Europa de las fuerzas estadounidenses y si Gran Bretaña era derrotada los Estados Unidos se verían seriamente amenazados pues nada se interpondría ya entre ellos y Alemania. El «Plan Dog» sirvió de base para las discusiones que mantuvieron los Estados Mayores de Estados Unidos y de Gran Bretaña en las reuniones secretas que celebraron en Washington —con el nombre clave de ABC-1— entre enero y marzo de 1941 y que dieron nacimiento a la estrategia «Alemania primero» —que fue la que se aplicó cuando Estados Unidos entró en la guerra tras el ataque a Pearl Harbor—. Mientras tanto los problemas económicos de Gran Bretaña para sostener el esfuerzo bélico aumentaban y a finales de 1940 se encontraba ya al borde de la bancarrota.

## El proceso que condujo a la aprobación de la ley
Con fecha de 8 de diciembre de 1940, el primer ministro británico Winston Churchill le envió al presidente Roosevelt una de las cartas más importantes que había escrito en su vida, como recordó más tarde. En ella le pedía «un acto decisivo de no beligerancia constructiva» que consistía fundamentalmente en que la Armada de Estados Unidos participara en la escolta y protección de los convoyes de abastecimiento de las islas británicas que atravesaban el Atlántico y que estaban siendo atacados por los U-boot alemanes y que además Estados Unidos le proporcionara buques mercantes que sumaran tres millones de toneladas para reponer las pérdidas navales sufridas —hasta ese momento los submarinos alemanes habían hundido barcos por un valor de más de dos millones de toneladas brutas—. También solicitaba el envío de dos mil aviones al mes. La carta acababa abordando el punto más importante, la «cuestión financiera». Churchill le comunicó al presidente que las reservas británicas de dólares y de oro estaban a punto de agotarse y que los últimos pedidos realizados de acuerdo con la ley Cash and Carry superaban ya «varias veces el total de los recursos en divisas de que aún dispone Gran Bretaña».

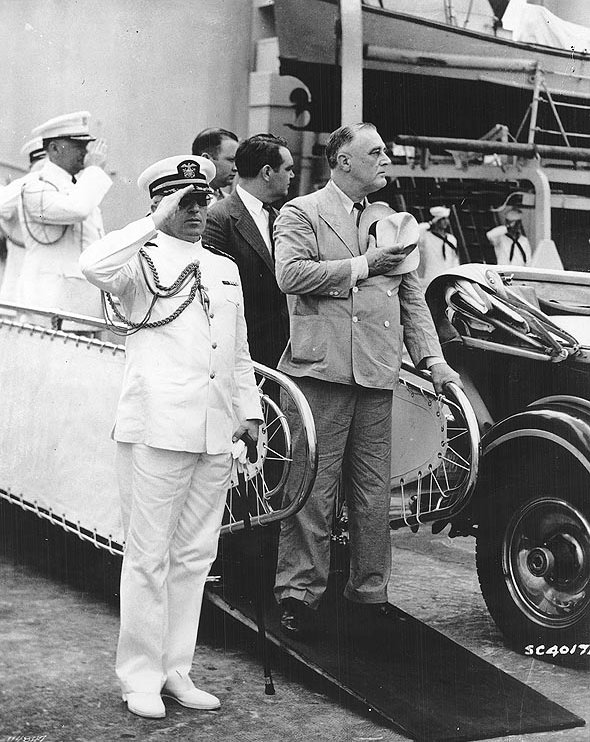
El presidente Roosevelt desembarca del USS Tuscallosa, donde recibió la carta del primer ministro británico Winston Churchill.

Roosevelt recibió la carta el 9 de diciembre a bordo del USS Tuscallosa cuando estaba de vacaciones navegando por el mar Caribe. Inmediatamente comprendió la gravedad de la situación de Gran Bretaña y en seguida se planteó la forma de sortear las leyes de neutralidad para hacer llegar a los británicos la ayuda que necesitaban. Así fue como surgió la idea del «préstamo y arriendo» (Lend-Lease), que había sido esbozada por primera vez en una reunión del gabinete celebrada el 8 de noviembre, un mes antes de que Churchill escribiera su carta.
Roosevelt volvió a Washington el 16 de diciembre y al día siguiente por la tarde, en una conferencia de prensa, explicó su idea del Lend-Lease al público estadounidense mediante la parábola de la manguera del jardín (the garden hose parable). A un vecino que tiene su casa en llamas, lo que pone en riesgo la tuya, dijo Roosevelt, no le vendes tu manguera del jardín sino que se la prestas para que una vez que haya apagado el incendio te la devuelva.
De esta forma preparó Roosevelt a la opinión pública para que apoyara el proyecto de ley de préstamo y arriendo que iba a presentar al Congreso de Estados Unidos —que fue preparado por el Departamento del Tesoro encabezado por Henry Morgenthau y que recibió el simbólico número de 1776—. En cuanto se aprobara la ley el presidente Roosevelt quedaría facultado para «prestar o arrendar» «artículos de defensa» a los «gobiernos de cualquier país que el Presidente considere vital para la defensa de los Estados Unidos».
Dos semanas después, en la primera fire chat (charla al amor de la lumbre) desde su reelección emitida por la radio el 30 de diciembre, Roosevelt volvió a defender el Lend-Lease. «Si Gran Bretaña cae, las potencias del Eje controlarán los continentes de Europa, Asia, África, Australasia y los mares, y estarán en posición de disponer de enormes recursos navales y militares contra este hemisferio», dijo. «No podemos salvar nuestra propia piel cerrando los ojos al destino de otras naciones», añadió. Y concluyó con una frase que tendría una enorme repercusión: «Debemos ser el gran arsenal de la democracia». Según las encuestas tres de cada cuatro estadounidenses habían escuchado el discurso y cerca del 70 % estuvieron de acuerdo con lo que el presidente había dicho.
Unos pocos días después, el 6 de enero de 1941, el presidente pronunció su discurso anual del Estado de la Unión ante el Congreso, que sería conocido como el Discurso de las Cuatro Libertades, en el que expresó los objetivos de Estados Unidos para el mundo de posguerra sintetizados en «cuatro libertades humanas esenciales»: la libertad de expresión, la libertad religiosa, la libertad de vivir sin penuria y la libertad de vivir sin miedo (freedom of speech, freedom of religion, fredom from want and freedom from fear).
Churchill, por su parte, dijo ante la Cámara de los Comunes que la propuesta del Lend-Lease «era el acto más desinteresado de la historia de cualquier país», pero en privado consideró que las condiciones que acabó imponiendo la Ley de Préstamo y Arriendo eran durísimas, ya que Estados Unidos no concedería ninguna ayuda hasta asegurarse de que Gran Bretaña hubiera agotado completamente sus reservas de oro y divisas —de hecho un buque de la Armada estadounidense fue a Ciudad del Cabo a recoger la última reserva de oro británico—, y además obligaba a vender prácticamente a precio de ganga las empresas de propiedad británica existentes en Estados Unidos —algunas de ellas serían revendidas más tarde a un precio muy superior—.
Churchill atribuía la imposición de estas duras condiciones a la necesidad que tenía el presidente Roosevelt de vencer la oposición al Lend-Lease por parte de los sectores aislacionistas que insistían en que Gran Bretaña todavía no había acabado de pagar las deudas contraídas durante la Primera Guerra Mundial. De todas formas, Churchill consideró al programa Lend-Lease como un «momento decisivo» en el esfuerzo bélico británico y un «punto de no retorno» en la implicación de Estados Unidos en la guerra.
La Ley de Préstamo y Arriendo fue aprobada por el Congreso el 8 de marzo de 1941 cuando fue votada a favor por el Senado de Estados Unidos y el presidente Roosevelt la firmó el 11 de marzo. En la cena anual con los corresponsales en la Casa Blanca celebrada cuatro días después Rossevelt dijo:

No dejemos que los dictadores de Europa o Asia duden de nuestra unanimidad en este momento. Sí, las decisiones de nuestra democracia puede que lleguen lentamente, pero cuando se toma una decisión, es proclamada no con la voz de un solo hombre sino con la voz de ciento treinta millones. Nos compromete a todos. Y el mundo no debe tener ninguna duda. Esta decisión es el final de cualquier intento de apaciguamiento en nuestro país; el final del compromiso con la tiranía y las fuerzas de la opresión. Y la urgencia es ahora. Creemos firmemente que cuando nuestra producción esté a pleno rendimiento, las democracias del mundo podrán demostrar que las dictaduras no pueden ganar.

Aunque el Alto Mando de la Wehrmacht calificó la aprobación de la ley como «una declaración de guerra» y en parecidos términos se expresó el ministro de Propaganda Joseph Goebbels, Hitler reaccionó con cautela porque en esos momentos Alemania estaba embarcada en los preparativos de la invasión de la Unión Soviética, así que rechazó la petición del almirante en jefe de la Kriegsmarine Erich Raeder de desencadenar una gran ofensiva submarina en el Atlántico occidental que incluyera la zona de seguridad estadounidense de las 300 millas, lo que probablemente hubiera provocado la entrada de Estados Unidos en la guerra. Por su parte el ministro de Asuntos Exteriores Ribbentrop expresó su deseo de que Gran Bretaña fuera derrotada antes de que el armamento estadounidense se convirtiera en un elemento decisivo en su esfuerzo bélico.

## La aplicación del programaLend-Lease
Un total de 50,1 mil millones de dólares (equivalentes a casi 700 mil millones de dólares a precios de 2007) fue el valor de los suministros que se enviaron: 
- 31,4 mil millones de dólares al Reino Unido.
- 11,3 mil millones de dólares a la Unión Soviética.
- 3,2 mil millones de dólares a la Francia Libre.
- 1,6 mil millones de dólares a China.

En total, los Estados Unidos de América enviaron a la Unión Soviética las siguientes mercancías:
- Armamento: 14 795 aviones y 7537 carros de combate, 8218 cañones antiaéreos, 131 633 metralletas y 345 735 toneladas de explosivos.
- Material de transporte: 51 503 jeeps, 35 170 motocicletas, 8700 tractores de artillería, 375 883 camiones de diversos tonelajes y 3 786 000 neumáticos.
- Equipamiento ferroviario: 1981 locomotoras, 11 155 vagones de ferrocarril y 540 000 toneladas de raíles de acero.
- Cable telefónico: más de un millón de kilómetros.
- Comida: por un valor de 1312 millones dólares.
- Recursos básicos: 2 670.000 toneladas de petróleo y 842 000 toneladas de productos químicos diversos.
- Equipamiento para los soldados: 49 000 toneladas de cuero y 15 millones de pares de botas.

Todo ello por un valor total de 11 260 343 603 dólares.
En contraste con los préstamos a los Aliados en la Primera Guerra Mundial, no había disposiciones para el reembolso durante la posguerra.
Nikita Jrushchov, líder de la Unión Soviética entre 1953 y 1964, afirmó que sin la ayuda estadounidense la URSS no habría ganado la guerra:

Me gustaría expresar mi sincera opinión sobre las opiniones de Stalin sobre si el Ejército Rojo y la Unión Soviética podrían haber hecho frente a la Alemania nazi y sobrevivido a la guerra sin la ayuda de los Estados Unidos y Gran Bretaña. Primero, me gustaría contar algunas observaciones que Stalin hizo y repitió varias veces cuando estábamos "discutiendo libremente" entre nosotros. Declaró sin rodeos que si los Estados Unidos no nos hubieran ayudado, no habríamos ganado la guerra. Si hubiéramos tenido que luchar contra la Alemania nazi uno contra uno, no podríamos haber resistido la presión de Alemania y habríamos perdido la guerra. Nadie discutió este tema oficialmente, y no creo que Stalin dejara ninguna evidencia escrita de su opinión, pero señalaré aquí que varias veces en conversaciones conmigo notó que estas eran las circunstancias reales. Nunca hizo un punto especial de mantener una conversación sobre el tema, pero cuando nos enfrascamos en una especie de conversación relajada, repasando las preguntas internacionales del pasado y el presente, y cuando volvemos al tema del camino que habíamos recorrido durante la guerra, eso es lo que dijo. Cuando escuché sus comentarios, estuve completamente de acuerdo con él, y hoy lo estoy aún más.

## Envíos de EE.UU a la URSS
Si Alemania derrotaba a la Unión Soviética, se cerraría el frente más importante de Europa. Roosevelt creía que si los soviéticos eran derrotados, era mucho más probable que los aliados perdieran. Roosevelt concluyó que Estados Unidos necesitaba ayudar a los soviéticos a luchar contra los alemanes. El embajador soviético Maxim Litvinov contribuyó significativamente al acuerdo de préstamo y arrendamiento de 1941. Las entregas estadounidenses a la Unión Soviética se pueden dividir en las siguientes fases:
- "Pre-préstamo-arrendamiento" 22 de junio de 1941 al 30 de septiembre de 1941 (pagado en oro y otros minerales)
- Primer período del protocolo desde el 1 de octubre de 1941 hasta el 30 de junio de 1942 (firmado el 7 de octubre de 1941), [52] estos suministros debían ser fabricados y entregados por el Reino Unido con financiamiento crediticio estadounidense.
- Segundo período de protocolo del 1 de julio de 1942 al 30 de junio de 1943 (firmado el 6 de octubre de 1942)
- Tercer período de protocolo desde el 1 de julio de 1943 hasta el 30 de junio de 1944 (firmado el 19 de octubre de 1943)
- El cuarto período de protocolo desde el 1 de julio de 1944 (firmado el 17 de abril de 1945), terminó formalmente el 12 de mayo de 1945, pero las entregas continuaron durante la guerra con Japón (en la que la Unión Soviética entró el 8 de agosto de 1945) bajo el "Milepost "acuerdo hasta el 2 de septiembre de 1945, cuando Japón capituló. El 20 de septiembre de 1945, se canceló todo préstamo y arrendamiento a la Unión Soviética.

La entrega se realizó a través de los convoyes árticos, el corredor persa y la ruta del Pacífico.
La ruta del Ártico era la ruta más corta y directa para prestar y arrendar ayuda a la URSS, aunque también era la más peligrosa, ya que implicaba navegar más allá de la Noruega ocupada por los alemanes. Aproximadamente 3.964.000 toneladas de mercancías se enviaron por la ruta del Ártico; El 7 % se perdió, mientras que el 93 % llegó sano y salvo. Esto constituyó alrededor del 23 % de la ayuda total a la URSS durante la guerra.
El Corredor Persa fue la ruta más larga y no estuvo en pleno funcionamiento hasta mediados de 1942. A partir de entonces vio el paso de 4.160.000 toneladas de mercancías, el 27 % del total. [53]
La Ruta del Pacífico se inauguró en agosto de 1941, pero se vio afectada por el inicio de las hostilidades entre Japón y Estados Unidos; después de diciembre de 1941, solo se podían utilizar barcos soviéticos y, como Japón y la URSS observaron una estricta neutralidad entre sí, solo se podían transportar mercancías no militares. No obstante, por esta vía pasaron 8.244.000 toneladas de mercancías, el 50 % del total. [53]
En total, las entregas de Estados Unidos a la URSS a través de Préstamo-Arriendo ascendieron a $ 11 mil millones en materiales: más de 400,000 jeeps y camiones; 12.000 vehículos blindados (incluidos 7000 tanques, aproximadamente 1386 [55] de los cuales eran M3 Lees y 4102 M4 Sherman ); 11.400 aviones (4719 de los cuales eran Bell P-39 Airacobras ) y 1,75 millones de toneladas de alimentos.
Aproximadamente 17,5 millones de toneladas de equipos militares, vehículos, suministros industriales y alimentos se enviaron desde el hemisferio occidental a la URSS, el 94 % proveniente de los EE. UU. A modo de comparación, un total de 22 millones de toneladas aterrizaron en Europa para abastecer a las fuerzas estadounidenses desde enero de 1942 hasta mayo de 1945. Se ha estimado que las entregas estadounidenses a la URSS a través del Corredor Persa fueron suficientes, según los estándares del Ejército de los EE. divisiones en la línea.
Las restricciones en el suministro de armas de los Estados Unidos se limitaron principalmente al suministro de bombarderos pesados. Estados Unidos no proporcionó bombarderos pesados a la URSS cuando se les solicitó. Por ejemplo, en el Cuarto Protocolo de Ottawa (1 de julio de 1944-30 de junio de 1945) la URSS solicitó 240 bombarderos B-17 y 300 bombarderos B-24, ninguno de los cuales fue suministrado. Los bombarderos pesados no se habían mencionado en protocolos anteriores.
La producción de bombarderos pesados en los Estados Unidos hasta 1945 ascendió a más de 30 mil.
La URSS tenía un pequeño número de bombarderos pesados. El único bombardero pesado moderno que tenía la URSS era el Petlyakov Pe-8, y solo tenía 27 de esos bombarderos al comienzo de la guerra, con menos de 100 producidos hasta 1945.
Estados Unidos entregó a la Unión Soviética desde el 1 de octubre de 1941 hasta el 31 de mayo de 1945 lo siguiente: 427,284 camiones, 13,303 vehículos de combate, 35,170 motocicletas, 2,328 vehículos de servicio de artillería, 2,670,371 toneladas de productos petrolíferos (gasolina y aceite) o 57.8 por ciento. del combustible de aviación de alto octanaje, [32] 4.478.116 toneladas de productos alimenticios (carnes enlatadas, azúcar, harina, sal, etc.), 1911 locomotoras de vapor, 66 locomotoras diésel, 9920 vagones planos, 1000 vagones volquete, 120 vagones cisterna y 35 coches de maquinaria pesada. Los artículos de artillería provistos (municiones, proyectiles de artillería, minas, explosivos variados) representaron el 53 por ciento del consumo interno total. Un artículo típico de muchos fue una planta de neumáticos que se extrajo físicamente de la planta River Rouge de la Ford Company y se transfirió a la URSS. El valor monetario de 1947 de los suministros y servicios ascendió a unos once mil millones de dólares. 

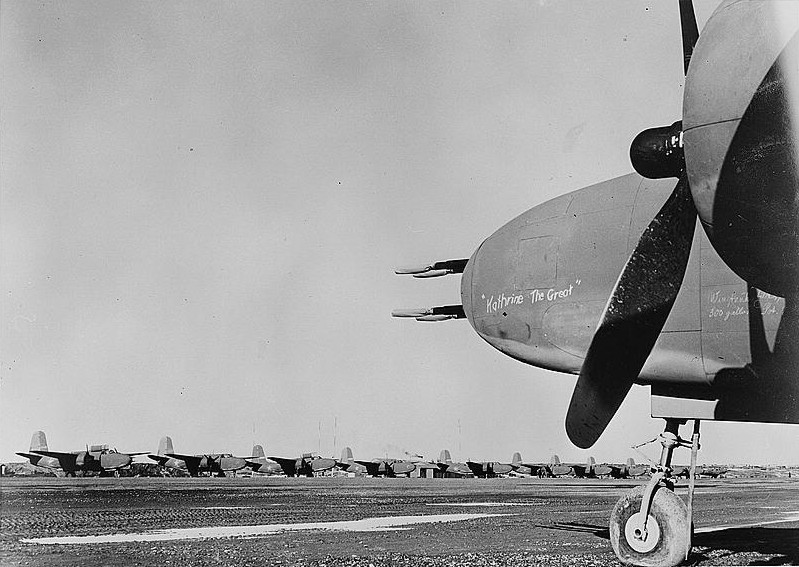
A-20 en Alaska en ruta hacia la URSS
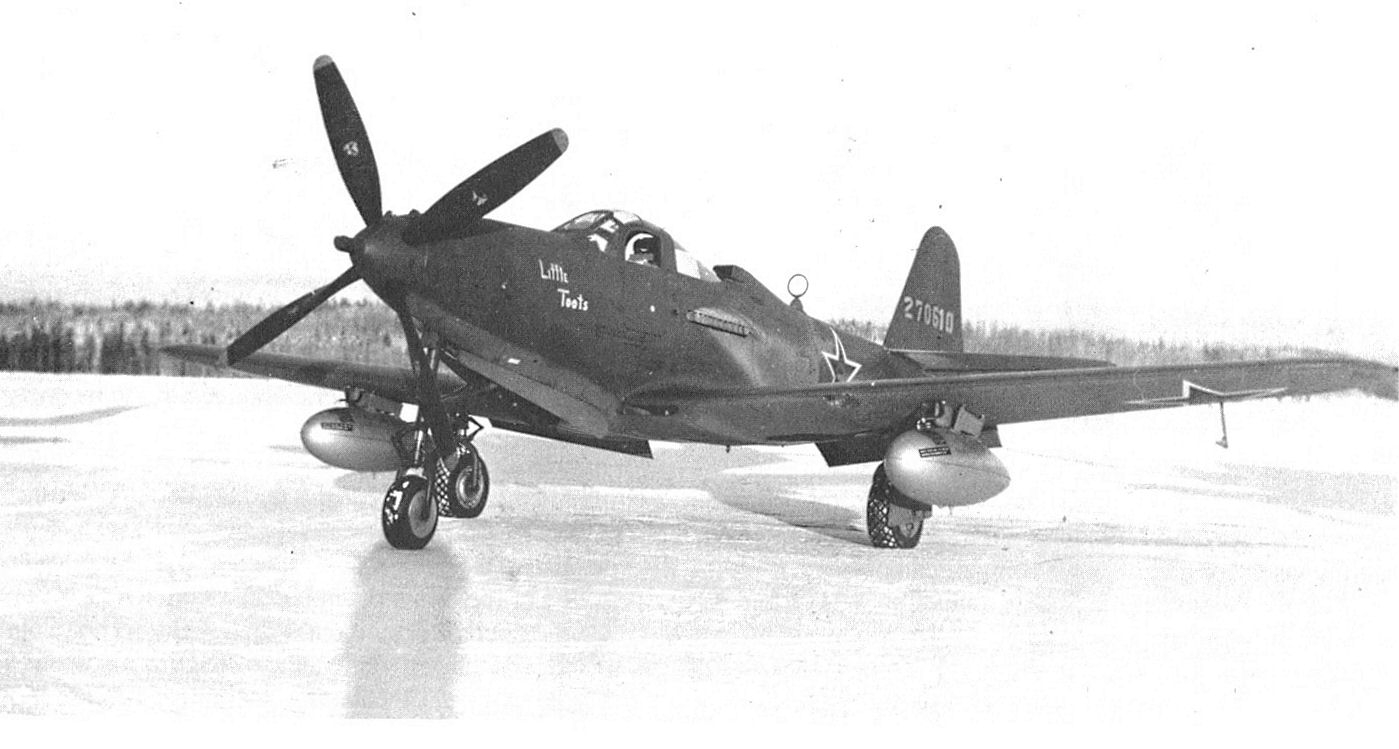
Bell P-63 en Alaska en ruta hacia la URSS circa de 1944

## Envíos Británicos a la URSS
En junio de 1941, pocas semanas después de la invasión alemana de la URSS, el primer convoy de ayuda británico partió a lo largo de la peligrosa ruta marítima del Ártico hacia Múrmansk, llegando en septiembre. Llevaba 40 Hawker Hurricanes junto con 550 mecánicos y pilotos del Ala No. 151 en la Operación Benedict, para proporcionar defensa aérea del puerto y entrenar a pilotos soviéticos. El convoy fue el primero de muchos convoyes a Múrmansk y Arjánguelsk en lo que se conoció como convoyes árticos, los barcos que regresaban llevaban el oro que la URSS estaba usando para pagar a los EE. UU.
A fines de 1941, los primeros envíos de tanques Matildas, Valentine y Tetrarch representaban solo el 6,5 % de la producción total de tanques soviéticos, pero más del 25 % de los tanques medianos y pesados producidos para el Ejército Rojo. [65] [66] Los tanques británicos entraron en acción por primera vez con el 138 Batallón de Tanques Independientes en el embalse del Volga el 20 de noviembre de 1941. Los tanques de préstamo y arriendo constituían del 30 al 40 por ciento de la fuerza de los tanques pesados y medianos antes de Moscú en el principios de diciembre de 1941. [68] [69]
Un número significativo de tanques británicos Churchill, Matilda y Valentine fueron enviados a la URSS. 
Entre junio de 1941 y mayo de 1945, Gran Bretaña entregó a la URSS:
- 3000+ aviones Hurricanes
- 4000+ otros aviones
- 27 buques de guerra
- 5218 tanques (incluidos 1380 Valentines de Canadá)
- 5000+ cañones antitanque
- 4020 ambulancias y camiones
- 323 camiones de maquinaria (talleres de vehículos móviles equipados con generadores y todas las herramientas de soldadura y eléctricas necesarias para realizar servicios pesados)
- 1212 Universal Carriers y Loyd Carriers (con otros 1348 de Canadá)
- 1721 motocicletas
- 1150 millones de libras esterlinas en motores de avión
- 1474 equipos de radar
- 4338 aparatos de radio
- 600 equipos de radar y sonar navales
- Cientos de cañones navales
- 15 millones de pares de botas

En total se entregaron 4 millones de toneladas de material de guerra, incluidos alimentos y suministros médicos. Las municiones totalizaron £ 308 millones (sin incluir las municiones navales suministradas), los alimentos y las materias primas totalizaron £ 120 millones en el índice de 1946. De acuerdo con el Acuerdo de Suministros Militares Anglo-Soviéticos del 27 de junio de 1942, la ayuda militar enviada desde Gran Bretaña a la Unión Soviética durante la guerra fue totalmente gratuita.